# شکلو
شکلو (به لاتین: Shklow) یک منطقهٔ مسکونی در بلاروس است که در منطقه موگیلف واقع شده‌است. شکلو ۱۷٬۰۶۴ نفر جمعیت دارد.